# Tunø
Tunø ist eine 3,52 km² große dänische Insel im Kattegat mit 74 Einwohnern (1. Januar 2025). Sie liegt zwischen der Insel Samsø (3,8 km östlich) und der Ostküste Jütlands (8,4 km westlich) und ist autofrei.
Die Insel gehört zur Odder Kommune in der Region Midtjylland. Vor 1970 war sie eine selbständige Gemeinde in Ning Herred im Århus Amt, von 1970 bis 2007 zählte sie zur Odder Kommune im erweiterten Århus Amt.

## Beschreibung

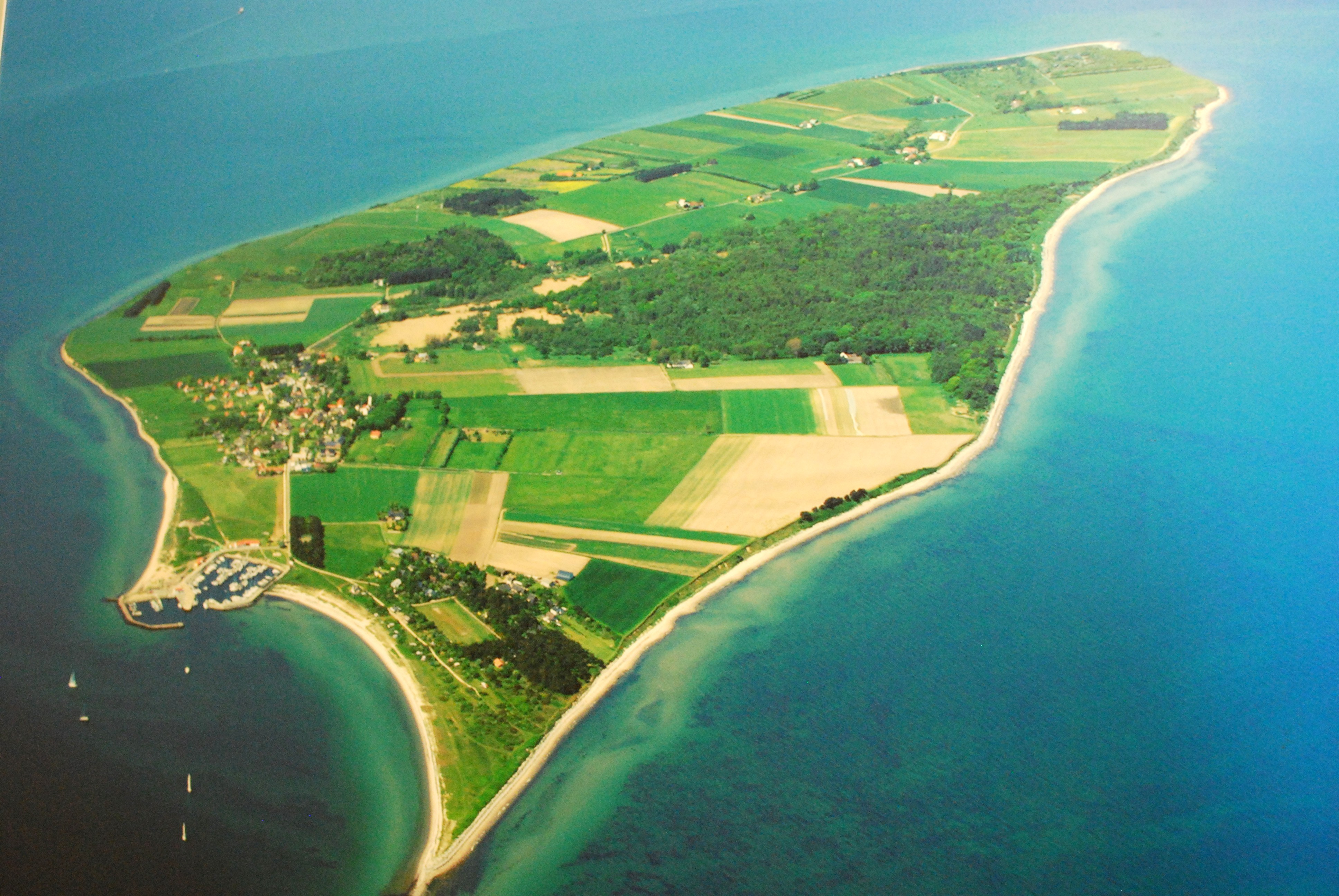
Luftbild Tunø

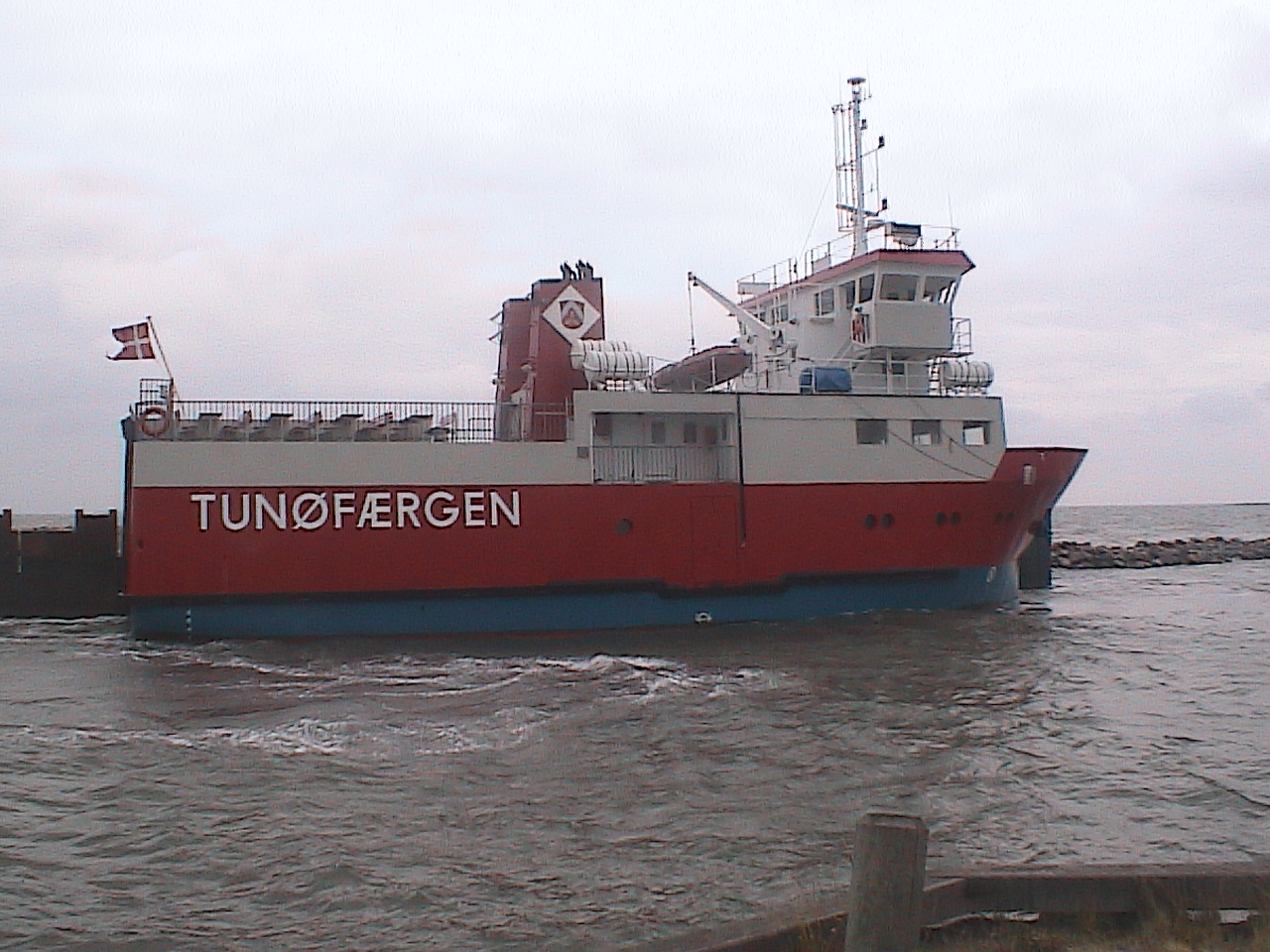
Fähre nach Tunø

Die meisten Insulaner (tunboer) wohnen im Dorf Tunø By; die kleine Ansiedlung Løkkegårde/Stenkalven liegt auf der Westseite. Auf der Ostseite liegt Tunøs Hafen: Er wird durch zwei Molen geschützt und durch eine Fähre mit Hov und Samsø verbunden.
Odder Kommune, Eigentümerin und Betreiberin der Fähre, beschloss im April 2023, die Anzahl der täglichen Abfahrten zu erhöhen. Die Abfahrten am Morgen und am Abend wurden als flexible Abfahrten konzipiert, sodass die Fähre nur dann fährt, wenn Fahrscheine dafür gebucht wurden. Im Juli 2025 beförderte die Tunø-Fähre 16.056 Passagiere – ein neuer Rekord. Damit wurde der bisherige Rekord mit 15.383 Passagieren aus dem Jahr 2020 überboten.
Der 18 Meter hohe weiß getünchte Kirchturm der Inselkirche dient auch als Leuchtturm Tunø Fyr.
Einmal jährlich findet das Musikfestival Tunøfestival statt.
Die Insel verfügt über eine Graspiste als Landebahn für Kleinflugzeuge. Da PKW verboten sind, werden Traktoren mit Personenanhängern eingesetzt.

## Segelrevier
Ein Nehrungshaken geht in östlicher Richtung in die Untiefe Tunø Røn über. Einen Kilometer vor dem Ufer fällt sie als Sandbank trocken. Eine Fahrwassertonne warnt die Schifffahrt.
Die 2,5 Kilometer lange Sandbank Tunø Knob liegt etwa zwei Kilometer westlich vor der Westspitze von Tunø. Sie ist im Westen durch eine Kardinaltonne markiert, die Fahrrinne zwischen Tunø und Tunø Knob ist durch zwei Fahrwassertonnen markiert.
Drei Kilometer südwestlich der Insel liegt die Untiefe Kirkegrund. Ihre geringste Tiefe von 3,1 Meter wird durch eine Kardinaltonne markiert.

## Offshore-Windpark
300 bis 1300 Meter nördlich von Tunø Knob befindet sich der 1995 in Betrieb genommene Offshore-Windpark Tunø Knob. Die zehn beleuchteten Windkraftanlagen zu je 500 kW stehen in drei bis fünf Meter tiefem Wasser. Es handelte sich um das zweite dänische Offshore-Demonstrationsprojekt.

## Natur
Die Insel steht nahezu vollständig unter Naturschutz und kann auf einem sieben Kilometer langen Rundweg erwandert werden. Im Dorfteich laicht die Wechselkröte. In der Inselmitte breiten sich Moorflächen aus. Das milde Inselklima erklärt das Vorkommen von Maulbeer- und Feigenbäumen.
Der seltene Große Tümmler, Seehunde und die Eiderente suchen die Gewässer auf.
Küstenangeln ist gut möglich: Meerforelle, Hornhecht, Flundern, Kabeljau, Aale und Meeräschen sind zu fangen.

## Geschichte
Archäologische Funde datieren die erste Besiedlung der Insel auf etwa 2500 v. Chr. Urkundlich erwähnt wurde sie erstmals 1216. Die Insulaner lebten vor allem von der Landwirtschaft, ein wenig von der Fischerei, viele Männer fuhren auf Heuer zur See.
Tunø By entstand bereits im 12. Jahrhundert, jedoch vernichtete im Jahr 1852 ein Großbrand 16 Höfe und 15 Wohnhäuser. Aus diesem Grund wurden seitdem Einzelhöfe außerhalb des Dorfes errichtet. 1895 wurde in der Schule das erste Telefon der Insel installiert. 1961 wurden Telefonleitungen unterirdisch verlegt.
Als DSB noch eine Fährverbindung zwischen Kalundborg–Samsø–Aarhus betrieb, verlangsamte die Fähre bei Tunø die Fahrt, damit ein Kutter längsseits gehen konnte: Dann konnten Fahrgäste umsteigen und Fracht umgeladen werden. In den 1970er Jahren endete diese Praxis.

## Söhne und Töchter
- Holger Biilmann (1797–1864), Kaufmann und Inspektor von Grönland